# 七夕池古墳
七夕池古墳（たなばたいけこふん）は、福岡県糟屋郡志免町田富3丁目にある古墳時代前期（4世紀）の円墳。

## 概要
福岡平野東端部、現在の志免町の南東端の丘陵上に位置する。多々良川支流の宇美川の流域にあたり、川の右岸から約800 m 離れた場所にある。七夕谷池というため池に接している。当古墳の約300 m 南東の宇美町光正寺には3世紀の前方後円墳である光正寺古墳がある。
3段に築造された直径29 m 、高さ3.7 m の円墳で、墳墓の周囲には幅3.5 m の溝で囲まれ、被葬者は40-50歳代の壮年女性と推定されている。主体部は川原石小石積の竪穴式石室で、長さは約1.8 m 。
1973年（昭和48年）、住宅地造成中に発見されたのを機に発掘調査が実施され、琴柱形石製品、刀、鏡、約3,300点の玉などが出土した。
1975年（昭和50年）6月26日に墳丘部の2,361 ㎡ が光正寺古墳とともに史跡に指定され、1977年（昭和52年）3月31日に公園として整備された。その後、古墳東側の民有地を1999年（平成11年）に発掘調査した際に周溝が確認されたため、この部分を含む220.56 ㎡ が2001年（平成13年）3月26日に追加指定を受けた。

## 交通
- 西鉄バス田富バス停下車、徒歩約10分。